# Camptotypus garuda
Camptotypus garuda är en stekelart som beskrevs av Gupta och Tikar 1976. Camptotypus garuda ingår i släktet Camptotypus och familjen brokparasitsteklar. Inga underarter finns listade.